# Leonardo Lourenço Bastos
Leonardo Lourenço Bastos (Campos dos Goytacazes, 6 juli 1975) is een voormalig Braziliaanse voetballer, beter bekend als Léo.

## Geschiedenis
Léo begon zijn carrière bij Americano uit zijn geboortestad. In 1997 maakte hij de overstap naar União São João, dat op dat moment in de hoogste klasse van het Campeonato Paulista speelde. In 1999 werd hij uitgeleend aan Palmeiras maar kon daar niet doorbreken. In 2000 maakte hij de overstap naar Santos, waar hij speelde met onder andere Diego, Elano, Renato en Robinho. In 2002 werd hij met hen landskampioen en een jaar later verloren ze de finale van de Copa Libertadores. Ook in 2004 werd de landstitel binnen gehaald.
In 2005 ging hij naar het Portugese Benfica en speelde daar enkele seizoenen, maar kon geen titel winnen. Hij kreeg er zware concurrentie van landgenoot David Luiz en keerde terug naar Santos in 2009. In 2011 werd hij gekozen tot beste linksachter van de staatscompetitie. Hij speelde ook alle wedstrijden van de Copa Libertadores die de club kon winnen. Hierdoor speelde de club ook op het WK voor clubs, waar ze de finale met 0-4 verloren van FC Barcelona. In 2012 won Santos de staatscompetitie, maar Léo speelde er maar vier wedstrijden omdat hij voornamelijk in de Libertadores ingezet werd. In 2013 moest hij plaats maken voor Eugenio Mena en werd hij nu als middenvelder ingezet. In 2014 kondigde hij zijn afscheid aan.
Hij speelde ook voor het nationale elftal en ging in 2001 en 2005 mee naar de FIFA Confederations Cup.
1 Dida ·
2 Zé Maria ·
3 Lúcio ·
4 Edmílson ·
5 Léomar ·
6 Gustavo Nery ·
7 Leandro ·
8 Vampeta  ·
9 Sonny Anderson ·
10 Robert ·
11 Carlos Miguel ·
12 Carlos Germano ·
13 Evanílson ·
14 César Belli ·
15 Caçapa ·
16 Léo ·
17 Vágner ·
18 Fábio Rochemback ·
19 Júlio Baptista ·
20 Ramon ·
21 Washington ·
22 Magno Alves ·
23 Fábio Costa ·
Coach: Leão
1 Dida ·
2 Maicon ·
3 Lúcio ·
4 Roque Júnior ·
5 Emerson ·
6 Gilberto Melo ·
7 Robinho ·
8 Kaká ·
9 Adriano ·
10 Ronaldinho  ·
11 Zé Roberto ·
12 Marcos ·
13 Cicinho ·
14 Juan ·
15 Luisão ·
16 Léo ·
17 Gilberto Silva ·
18 Juninho Pernambucano ·
19 Renato ·
20 Júlio Baptista ·
21 Ricardo Oliveira ·
22 Edu ·
23 Gomes ·
Coach: Parreira